# Anubias
Anubias Schott, 1857 è un genere di piante acquatiche e semi-acquatiche della famiglia delle Aracee, originario dell'Africa tropicale centrale e occidentale. Crescono principalmente in fiumi e torrenti, ma si possono trovare anche nelle paludi. Sono caratterizzati da foglie larghe, spesse e scure che si presentano in molte forme diverse.

## Tassonomia
Il genere Anubias, unico genere della tribù Anubiadeae, è stato descritto per la prima volta nel 1857 da Heinrich Wilhelm Schott, con A. afzelii come specie tipo. Il genere è stato sottoposto a revisione tassonomica nel 1979 e da allora la sua nomenclatura è rimasta stabile. Le specie possono essere determinate utilizzando principalmente le caratteristiche dell'infiorescenza.
Le specie attualmente ritenute valide sono le seguenti:
- Anubias afzelii Schott
- Anubias barteri Schott
- Anubias gigantea A.Chev. ex Hutch.
- Anubias gilletii De Wild. & T.Durand
- Anubias gracilis A.Chev. ex Hutch.
- Anubias hastifolia Engl.
- Anubias heterophylla Engl.
- Anubias pynaertii De Wild.

## Usi
Anubias, in particolare le diverse forme di A. barteri, sono comunemente usate negli acquari, solitamente attaccate a rocce o legni. A differenza della maggior parte delle piante, le Anubias generalmente preferiscono un'illuminazione soffusa e possono anche produrre fiori sott'acqua. In acquario vanno posti in zone ombreggiate, altrimenti si svilupperanno alghe sulle foglie.
Le Anubias sono considerate da molti acquariofili una delle piante più facili da mantenere, poiché i loro fabbisogni di luce e nutrienti sono molto bassi e anche perché i pesci erbivori non la mangeranno (con poche eccezioni). Ecco perché le Anubias sono tra le poche piante che possono essere utilizzate in acquari con ciclidi africani e pesci rossi.
La riproduzione in ambienti artificiali può avvenire per divisione di stoloni o per germogli laterali. Lo stolone deve essere sempre al di sopra del substrato per sopravvivere, altrimenti marcirà e la pianta muore. Piuttosto che piantare le anubie direttamente nel terreno, dovrebbero essere attaccate a un pezzo di roccia o legno galleggiante, poiché è più probabile che crescano e prosperino quando il rizoma e le radici vengono lasciate esposte invece che sepolte. È anche possibile propagare Anubias per seme.
Il tasso di crescita naturale di tutte le specie di questo genere è piuttosto lento. Di solito producono una foglia ogni 3 settimane, o anche più lentamente.
La specie più comunemente disponibile di questo genere è Anubias barteri, che è polimorfa e suddivisa in diverse varietà. Le specie più grandi del genere sono Anubias gigantea e Anubias heterophylla. I loro steli fogliari possono crescere fino a 83 cm, con foglie 40 cm di lunghezza e 14 cm di larghezza con lobi laterali fino a 28 cm di lunghezza e 10 cm di larghezza. Il rappresentante più piccolo è Anubias barteri var. nana, con un'altezza fino a 10 cm e con foglie fino a 6 cm di lunghezza e 3 cm di larghezza.
Le Anubias possono essere coltivate emerse (sopra l'acqua). Per questo motivo possono essere utilizzati nei paludari.